# Las Pilczycki
Las Pilczycki – kompleks leśny o powierzchni około 88 ha położony w zachodniej części Wrocławia, na lewym brzegu Odry i prawym brzegu rzeki Ślęzy, chroniony w ramach programu Natura 2000.

## Położenie
Las Pilczycki położony jest pomiędzy osiedlami miasta Wrocławia i rzekami:
- na południe od lasu położone jest osiedle Kozanów i dalej Pilczyce
- na północny przepływa rzeka Odra, za nią położone jest osiedle Rędzin
- na zachodzie rzeka Ślęza, a za nią położone są Maślice Małe
- na wschodzie za Odrą położony jest Las Osobowicki i dalej osiedle Osobowice.

Średnia wysokość terenu wynosi tutaj 112 m n.p.m..
Dojazd do Lasu Pilczyckiego samochodem jest możliwy od ulicy Dokerskiej i Ignuta, ulicą Nadrzeczną. Brak jest natomiast możliwości dojścia od strony Maślic (brak mostu lub kładki nad Ślęzą), oraz od strony ulicy Kozanowskiej – uniemożliwia basen przystani i dawne tereny należące niegdyś do milicji. Las przylega bezpośrednio do Odry w miejscu lokalizacji Stopnia Wodnego Rędzin, obejmującego jaz (Jaz Rędzin) i dalej za Wyspą Rędzińską, zespół śluz. Nie ma dostępnego przejścia dla pieszych na stopniu wodnym. W zachodniej części las przecina południowa estakada Mostu Rędzińskiego. Na północno-zachodnim krańcu lasu rzeka Ślęza wpada do Odry.

## Wartość przyrodnicza

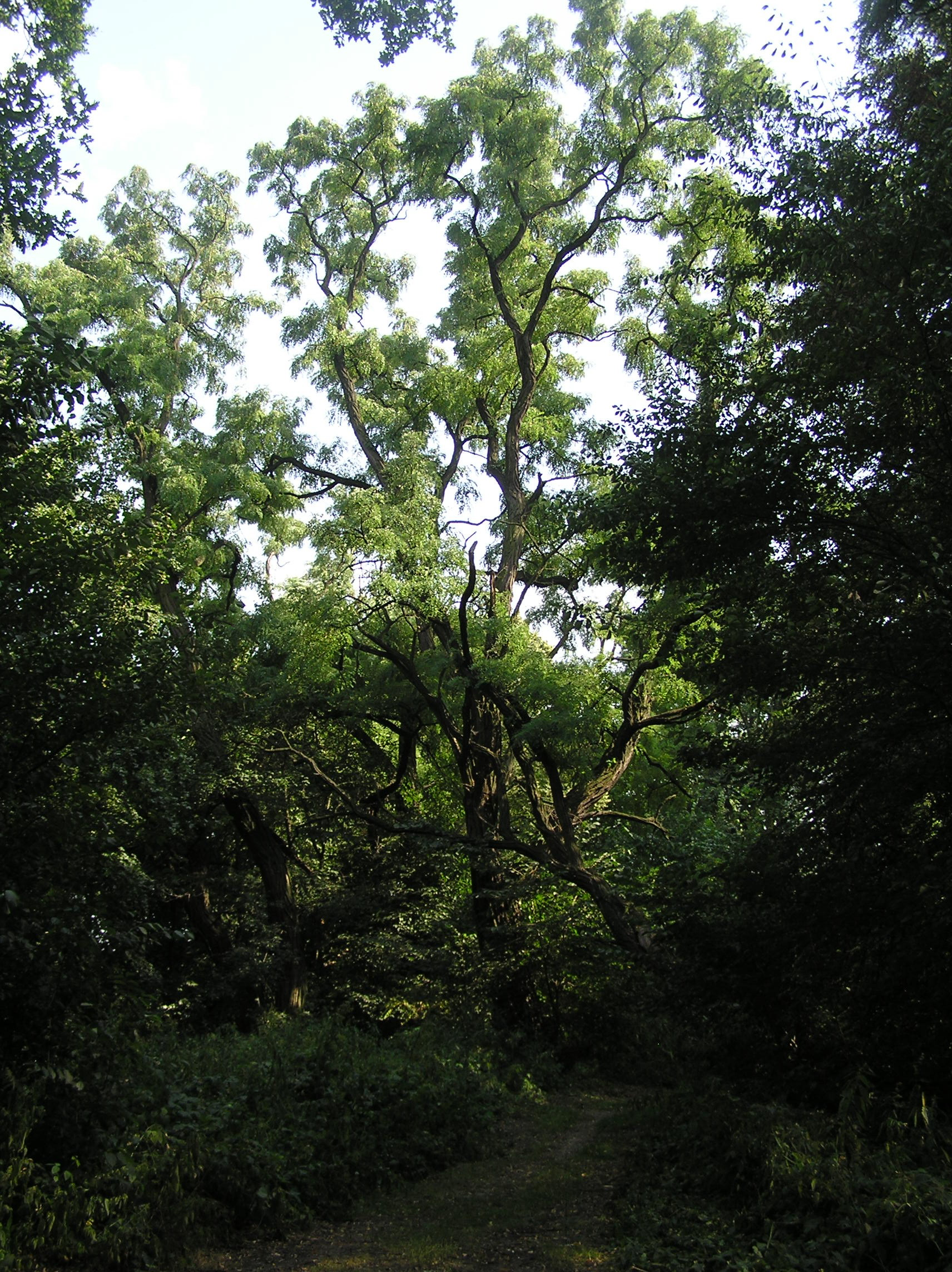
Wysoki stopień naturalności drzewostanów Lasu Pilczyckiego decyduje o ich wartości przyrodniczej

Teren Lasu Pilczyckiego, wraz z przyległymi łąkami, szuwarami i wodami powierzchniowymi, jest oceniany jako wartościowy przyrodniczo i wymagający szczególnej ochrony. Ze względu na występowanie siedlisk oraz gatunków chronionych Dyrektywą Habitatową wydzielono tutaj, w ramach sieci Natura 2000, obszar mający znaczenie dla Wspólnoty „Las Pilczycki” o powierzchni 119,6 ha.
Głównym przedmiotem ochrony obszaru naturowego są bardzo dobrze zachowane, zbliżone do naturalnych lasów doliny Odry zbiorowiska leśne (głównie łęgi wiązowo-jesionowe i grądy) oraz silne populacje chronionych chrząszczy: kozioroga dębosza i pachnicy dębowej (jedna z dwóch najliczniejszych populacji w południowo-zachodniej części kraju). Spotkać tu można też podlegające ochronie gatunki motyli: przeplatkę maturną, modraszka telejusa oraz czerwończyka nieparka. Fauna ssaków reprezentowana jest między innymi przez takie gatunki jak wydra europejska, kuna leśna, lis rudy, tchórz zwyczajny i gronostaj oraz dziewięć gatunków nietoperzy (w tym nocka łydkowłosego, mopka zachodniego, nocka rudego i borowca wielkiego). Na terenie obszaru stwierdzono też występowanie licznych gatunków płazów takich jak kumak nizinny, rzekotka drzewna, grzebiuszka ziemna, żaba jeziorkowa, żaba moczarowa, ropucha zielona i ropucha szara oraz traszka grzebieniasta. Odnotowano tu też występowanie ptaków typowych dla starych drzewostanów – dzięcioła zielonosiwego i czarnego.

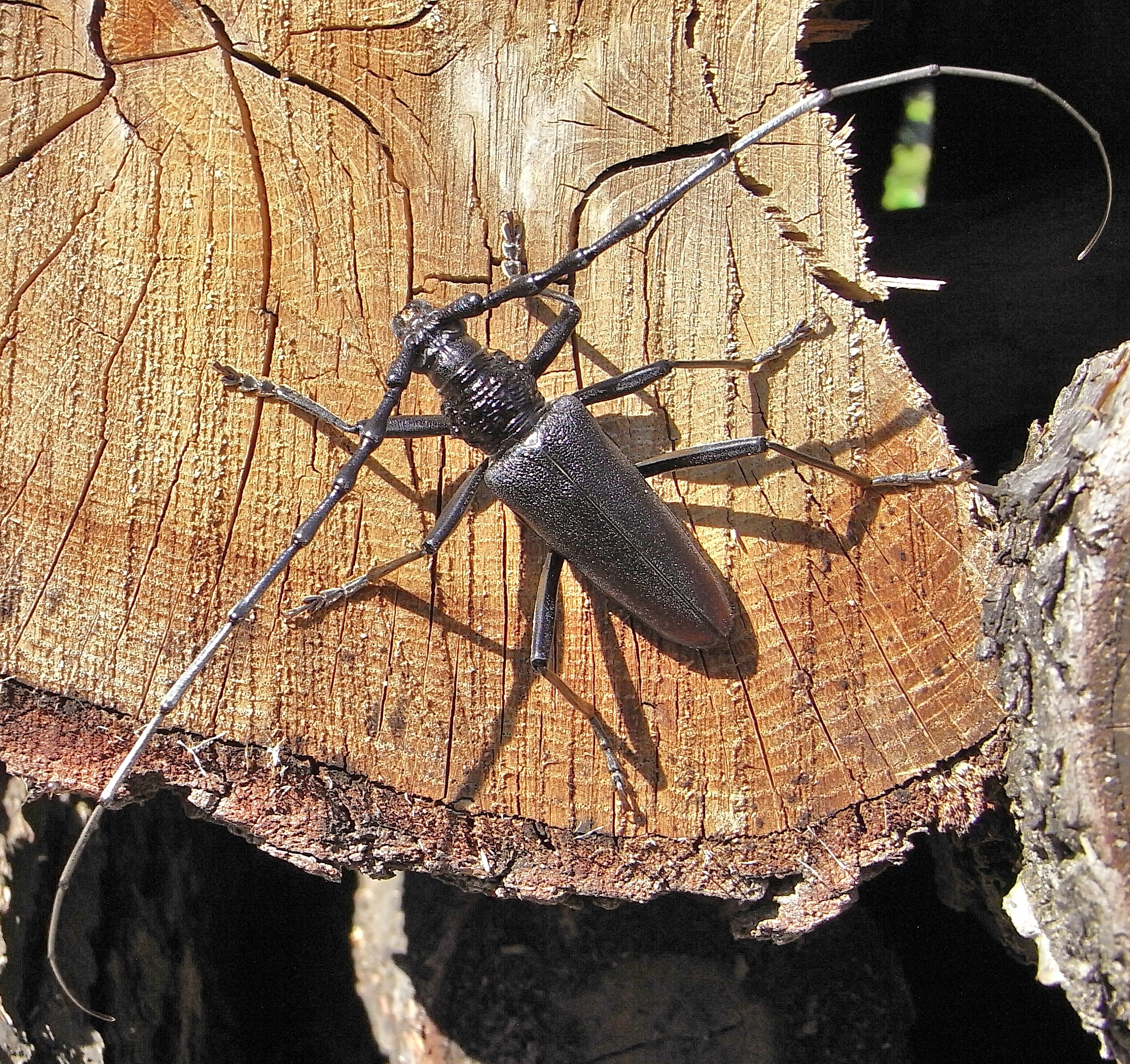
Kozioróg dębosz
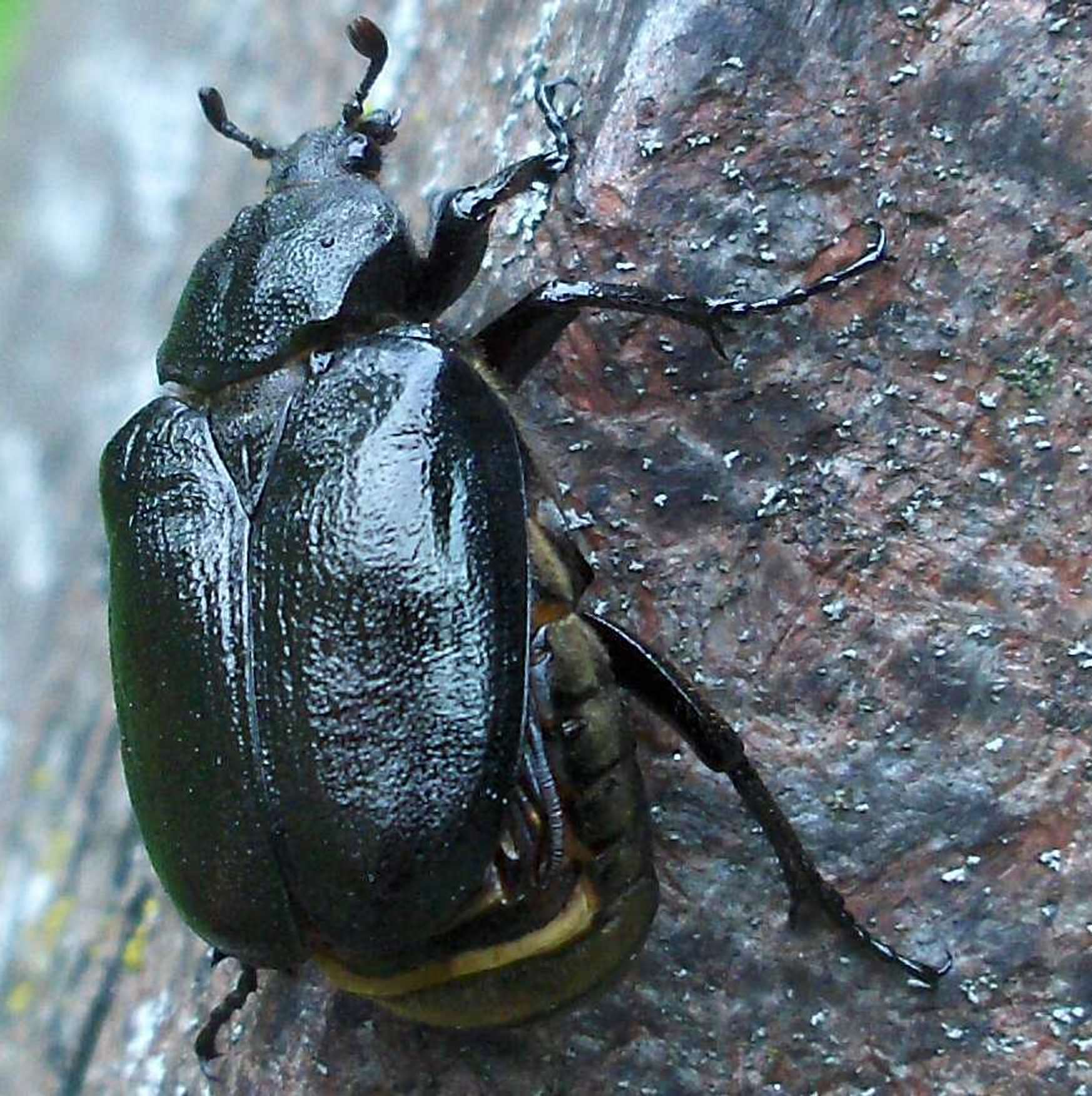
Pachnica dębowa
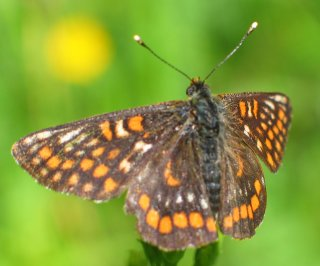
Przeplatka maturna
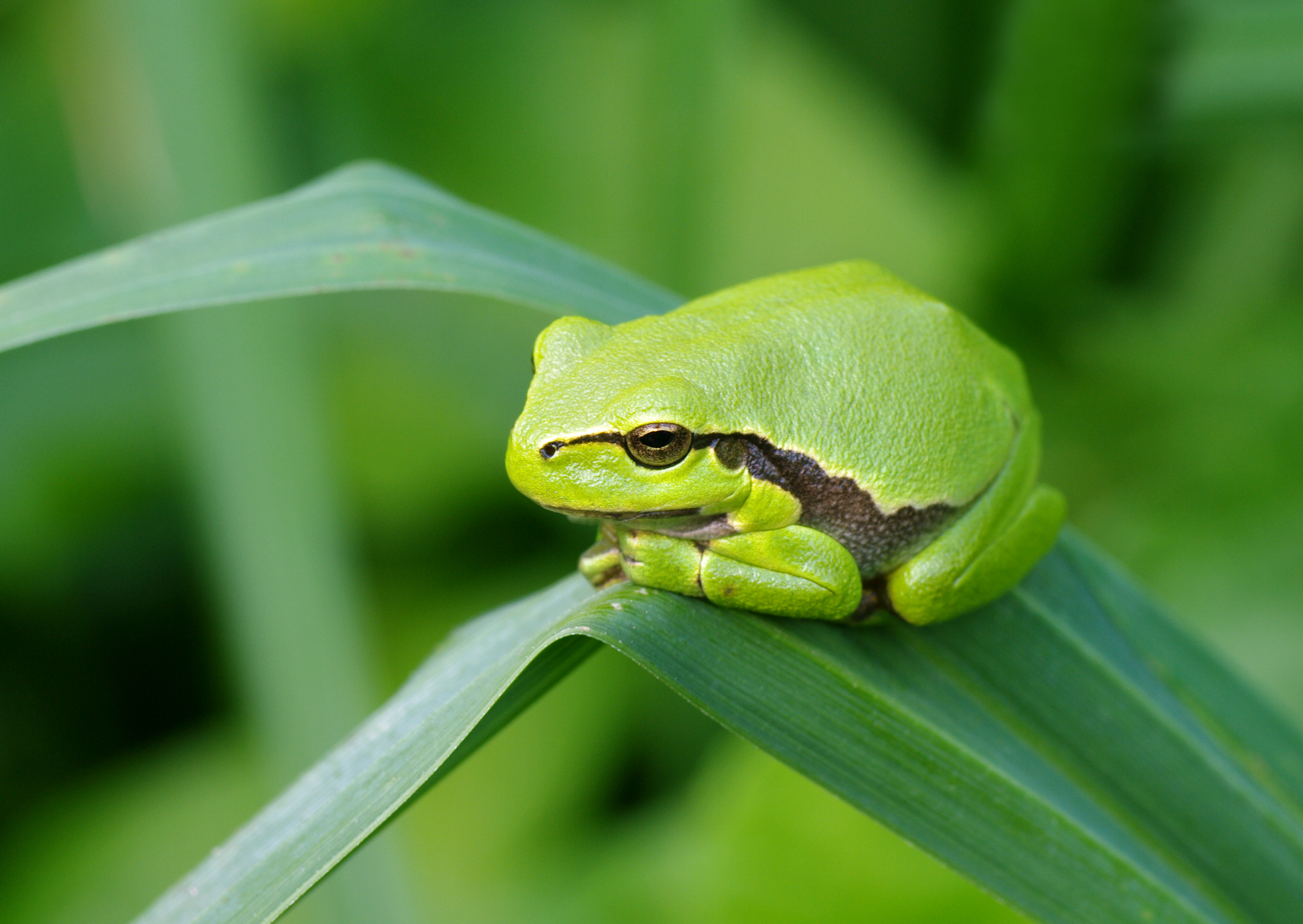
Rzekotka drzewna
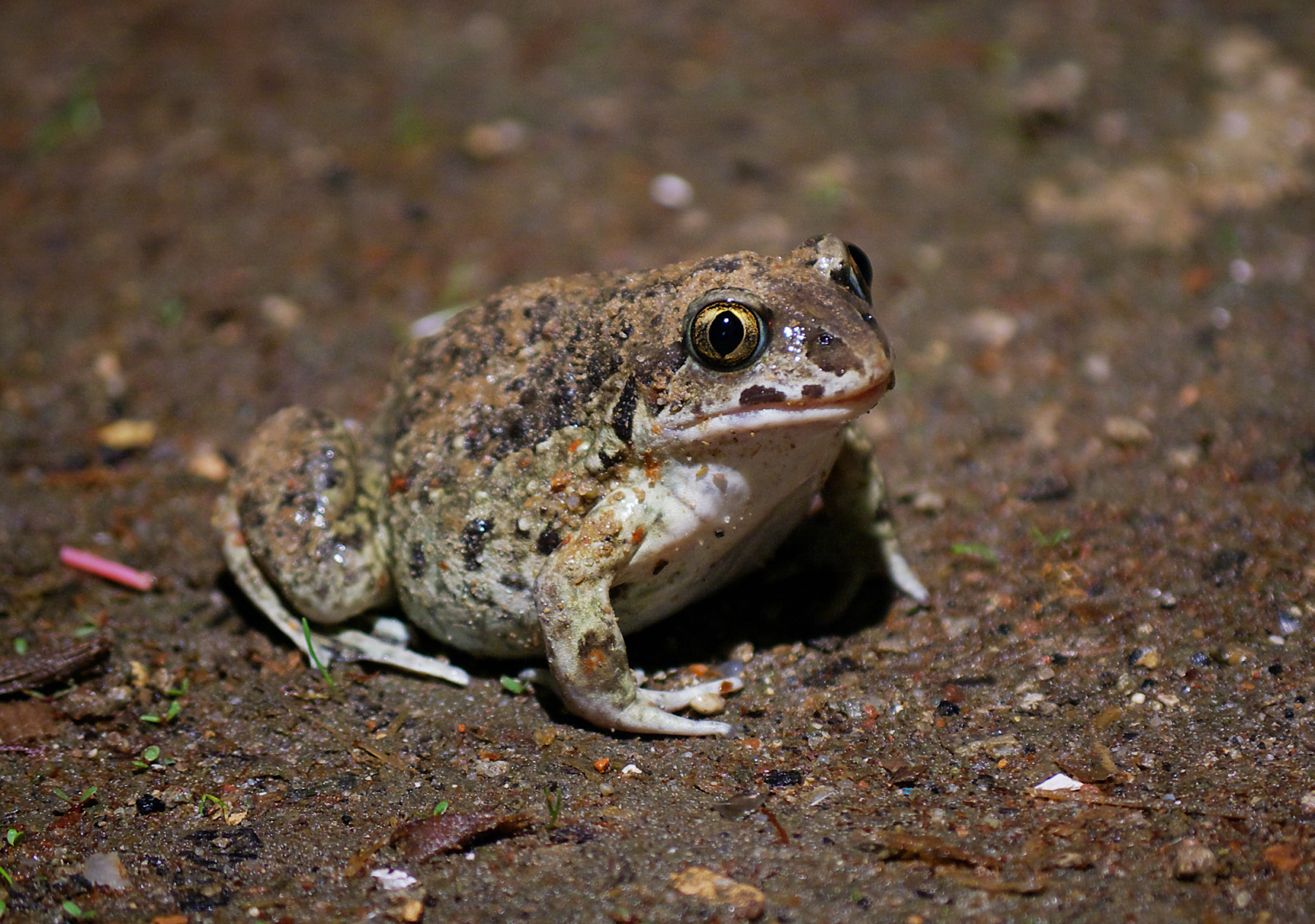
Grzebiuszka ziemna
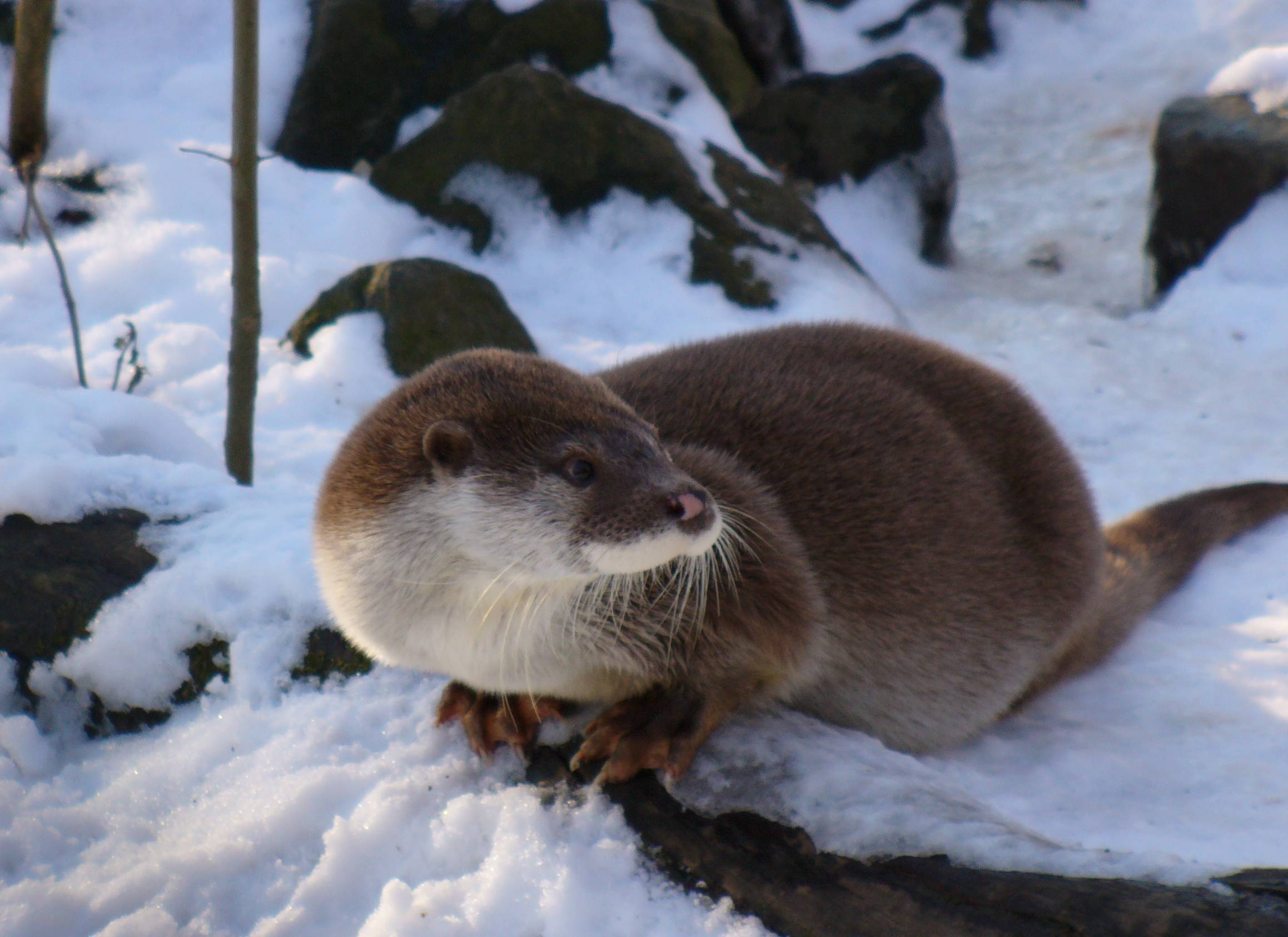
Wydra europejska

## Struktura własności
Pod względem prawnym Las Pilczycki nie jest lasem komunalnym, lecz państwowym. Podlega Regionalnej Dyrekcji Lasów Państwowych we Wrocławiu, nadleśnictwu Miękinia, w ramach obrębu leśnego Miękinia – leśnictwo Ratyń, oraz Dolnośląskiemu Zarządowi Urządzeń i Melioracji Wodnych.